# Елизабет I
 Тази статия е за кралицата на Англия.  За кралицата на Обединеното кралство Великобритания и Северна Ирландия вижте Елизабет II.  
Елизабет I (на английски: Elizabeth I; * 7 септември 1533; † 24 март 1603) е кралица на Англия и Ирландия от 17 ноември 1558 г. до смъртта си. Понякога наричана „девствената кралица“ (The Virgin Queen), Глориана (Gloriana) или „добрата кралица Бес“ (Good Queen Bess). Елизабет I е петият и последен монарх от династията на Тюдорите. Дъщеря е на крал Хенри VIII и втората му съпруга Ан Болейн, която е екзекутирана две и половина години след раждането на Елизабет. Бракът на Хенри и Ан Болейн е анулиран и Елизабет е обявена за незаконнородена. Тронът е наследен от Едуард VI, който управлява до смъртта си през 1553 г., след което на престола се възкачва лейди Джейн Грей според завещанието на Едуард VI, въпреки правата на двете принцеси Мери и Елизабет. Девет дни по-късно Тайният съвет на Англия оттегля подкрепата си и на 19 юли 1553 г. обявява за кралица Мери. Джейн е обвинена в предателство и затворена в Тауър. По време на управлението на католичката Мери I, известна още като „Кървавата Мери“, Елизабет пребивава една година в затвора по обвинение в подкрепа на протестантски бунтовници. В крайна сметка става кралица на 25-годишна възраст, след смъртта на Мери.
Управлението си младата кралица започва, като се заобикаля с доверени съветници, както декларира в първата си реч като кралица. Сред тях водеща роля играе Уилям Сесил. Един от първите държавнически актове е възстановяването на църковната независимост и поставянето на кралицата начело на Църквата на Англия, което слага началото на англиканството. Елизабет има многобройни кандидати за брак, но тя никога не се спира на някого. С напредването на възрастта нейната девственост става обект на прослава, която се въздига почти в култ, получил изражение в множество нейни портрети и литературни творби, написани в нейна чест.
В управлението на кралството Елизабет е значително по-умерена от непосредствените си предшественици. Един от нейните девизи е „video et taceo“ („Виждам, но не казвам нищо“). Тя проявява религиозна толерантност и при нея няма систематични преследвания на инакомислещиге. След като папата я отлъчва от римската църква със специална була (Regnans in Excelsis, 1570) и освобождава поданиците ѝ от задължението да проявяват вярност, срещу нея са организирани няколко заговора за покушение, но всички са предотвратени благодарение на доброто разузнаване на тайните служби. В международните отношения Елизабет е много внимателна и лавира между основните сили Франция и Испания. С неохота подкрепя няколко неефективни и зле подготвени военни кампании в Нидерландия, Франция и Ирландия. Към средата на 1580-те войната с Испания вече става неизбежна. Макар и да не е обявена официално, в периода (1585 – 1604) се водят редица битки, от които най-известен е разгромът на Непобедимата армада през 1588 г., донесъл слава на Елизабет като една от най-големите английски победи.
Царуването на Елизабет е известно като Елизабетинска епоха. Периодът е известен с процъфтяването на английския ренесансов театър и литература, с творбите на Уилям Шекспир и Кристофър Марлоу, както и с морските пътешествия и завоевания на Френсис Дрейк. Някои историци описват Елизабет като избухлив и понякога нерешителен характер. Към края на нейното царуване популярността ѝ намалява поради серия от икономически и военни затруднения. Във време на турбуленции и ограничена власт, когато монарсите на съседните страни също срещат множество вътрешни проблеми и заплахи за троновете си, Елизабет успява да оцелее. Нейното право върху трона е също поставено под заплаха от страна на братовчедка ѝ Мария Стюарт, която обаче е екзекутирана по заповед на Елизабет след дълги години в затвора. Царуването на Елизабет продължава 44 години и се оценява като период на стабилност за кралството, спомогнал да се укрепи националната идентичност.

## Биография

### Детство
Елизабет е родена в Стаята на девиците (Chamber of Virgins) в Гринуичкия дворец (днес част от Лондон), в неделя, на 7 септември 1533 г., между 3 и 4 ч. следобед и е кръстена на двете си баби Елизабет Йоркска и Елизабет Болейн. Тя е второто дете на Хенри VIII, родено в брак и оцеляло през ранното си детство. Нейната майка Ан Болейн е втората съпруга на Хенри VIII. При раждането си Елизабет е предполагаемата наследница на английския трон. Нейната по-голяма заварена сестра Мери вече е загубила позицията си на законен наследник, защото крал Хенри VIII анулира брака си с майката на Мери Катерина Арагонска, за да се ожени за Ан с надеждата да му се роди син, който да осигури продължение на династията на Тюдорите. В тази ситуация раждането на още една дъщеря не е прието добре от краля. Кръщението на Елизабет е също в Гринуич на 10 септември. Нейни кръстници стават архиепископ Томас Кранмър, маркизът на Ексетър – Хенри Кортенер, херцогинята на Норфък – Елизабет Хауърд и маркизата на Дорсет – Маргарет Уотън. След кръщението на Елизабет е дадена титлата „принцеса на Уелс“.
През декември 1533 г. Елизабет е изпратена да живее в Хатфийлд хаус, неголям дворец близо до Лондон. Родителите рядко посещават дъщеря си, въпреки че Ан Болейн е привързана към нея.
За разлика от която и да е друга кралица, Ан е коронована с короната на Св. Едуард. Историчката Алис Хънт предполага, че това е направено, защото при коронацията тя е бременна с Елизабет, бременността ѝ личи, но се предполага, че тя носи наследник от мъжки пол. След Елизабет кралица Ан така и не успява да роди момче, макар че има поне две помятания през 1534 и 1536 г. Хенри е решен да се избави и от Ан и на 2 май 1536 тя е арестувана. Осъдена е по обвинения в държавна измяна, кръвосмешение и вещерство и е обезглавена на 19 май 1536 г.
Елизабет, която тогава е на две години и осем месеца, е обявена за незаконнородена и е лишена от титлата „принцеса“ и от доходи (също както и Мери). Единадесет дни след смъртта на Ан Болейн крал Хенри VIII се жени за Джейн Сиймур, която се опитва да подобри отношението на краля към неговите дъщери, но без успех. Джейн Сиймур ражда дългоочаквания син принц Едуард през 1537 г., но умира само дванайсет дни след раждането. Елизабет е изпратена в двора на природения си брат (по-късно Едуард VI) – и присъства на кръщението му. През 1543 г. въпросът с наследяването на короната е решен с нарочен закон, провъзгласяващ Едуард за законен наследник на Хенри VIII.
След смъртта на Джейн кралят се жени още три пъти. С Ана Клевска се развежда, а младата Катрин Хауърд осъжда на смърт за измяна. По това време Елизабет е деветгодишна и смъртта на младата кралица според някои историци допринася за формирането у нея на неприязнено отношение към брака и сексуалните отношения.
Придворната дама Маргарет лейди Бриан, гувернантка на Елизабет, пише, че тя е послушно и нежно дете. От есента на 1537 г. за Елизабет се грижи Бланш Хърбърт, лейди Трой, която остава нейна учителка до 1546 г. Катрин Шампермоун, по-известна като Катрин „Кат“ Ашли, е назначена за гувернантка на Елизабет през 1537 г. и остава нейна приятелка до смъртта си през 1565 г. След нея главна придворна дама на Личните покои става Бланш Пари.
Въпреки че Елизабет е обявена за незаконнородена, с нейното възпитание се занимават най-добрите преподаватели от Кеймбридж. Това са млади, свободомислещи учени, привърженици на Реформацията. С времето към Елизабет се присъединява и по-малкият Едуард. Именно в периода 1543 – 1547 г. в кралското семейство се установява относително спокойна атмосфера – Хенри VIII е напълно щастлив с Катрин Пар, синът му расте, а дъщерите му, поне външно, са се примирили с положението си. Елизабет получава отлично образование. Когато навършва 11 години и неин учител става Уилям Гриндал, Елизабет вече може да пише на английски, латински и италиански. Под опеката на Гриндал, талантлив и умел учител, тя напредва също в изучаването на френски и гръцки. Латинският ѝ е безупречен. На него тя не само чете съчинения на римски историци, но и пише пространни писма до своята мащеха – Катрин Пар. Според някои сведения Елизабет е говорела и корнуолски език. След като Гриндал умира през 1548 г., Елизабет продължава обучението си при Роджър Ашам, учител с хуманни възгледи, който вярва, че обучението трябва да бъде приятно. Когато образованието ѝ приключва официално през 1550 г., тя е най-образованата жена от поколението си.
На 28 януари 1547 г. Елизабет научава, че баща ѝ е починал. В завещанието си той оставя престола на Едуард. В случай, че той умре и няма наследници, ще го наследи Мери, а след нея – Елизабет. В тази последна проява на волята си Хенри „признава“ своите дъщери и им дава надежда, ако не да получат короната на Англия, то поне да сключат достоен брак с принцове от европейски страни.

### Томас Сиймур
Катрин Пар, вдовицата на Хенри, скоро се омъжва за Томас Сиймур, чичо на Едуард VI и брат на лорд-протектора Едуард Сиймур. Двамата вземат Елизабет в домакинството си в Челси. Според някои историци там Елизабет преживява емоционална криза, която ѝ се отразява за цял живот. Сиймур, наближаващ 40-те, но с чар и „силна сексуална привлекателност“, фамилиарничи с 14-годишната Елизабет и започва „лудории“: влиза в нейната спалня по нощница, гъделичка я и я потупва по гърба и задника. Вместо да порицае подобно поведение у съпруга си, Катрин Пар се присъединява. Два пъти тя участва в гъделичкане на Елизабет и веднъж я държи, докато той разрязва черната ѝ нощница „на хиляди парчета“. Самата Елизабет понякога приема всичко като шега, друг път се обижда. След като обаче Катрин Пар открива двойката в прегръдка, тя слага край на това и през 1548 г. Елизабет е отпратена в домакинството на сестрата на Катрин Ашли Джоан и съпруга ѝ Антъни Дени, в Чешънт.
Томас Сиймур не спира опитите си за контрол над кралското семейство. Не само Елизабет, но и лейди Джейн Грей като млада е живяла под негово попечителство. Той се домогва до доверието на младия крал Едуард, като му дава джобни пари, нарича лорд-протектора свидлив и без всякаква дискретност се опитва да се домогне до властта. Когато на 5 септември 1548 г. Катрин Пар умира от родилна треска, той възобновява ухажването на Елизабет с цел да се ожени за нея. За Едуард Сиймур и за съвета това е последната капка и през януари Томас Сиймур е арестуван по обвинение, че съзаклятничи с цел да се ожени за Елизабет и да свали брат си. Елизабет, тогава живееща в Хатфийлд хаус, не признава нищо. Томас Сиймур е обезглавен на 20 март 1549 г.

### Царуването на Мери I
През юли 1553 г. петнадесетгодишният Едуард VI умира от туберкулоза. На негово място трябва да се възкачи Мери, но срещу нея има силни настроения от страна на протестантите. Преди смъртта си, под влияние на регента Джон Дъдли (баща на Робърт Дъдли, бъдещ фаворит на Елизабет), Едуард пише завещание, с което променя реда на наследяване, установен със закона от 1543 г., лишава от законните им права Мери и Елизабет и посочва за кралица Джейн Грей, която е далеч след тях в линията на наследяване. Джейн Грей, която само преди няколко седмици се е омъжила за сина на Джон Дъдли – Гилфорд – е обявена за кралица от Тайния съвет, но само след девет дни царуване е свалена от привържениците на принцесите Мери и Елизабет. Новата кралица Мария I Тюдор (Мери I) влиза триумфално в Лондон, придружавана от Елизабет.
Демонстрацията на солидарност между сестрите не трае дълго, защото Мери е ревностна католичка, а Елизабет – не. Още през същата година отношенията им се влошават и Елизабет е изпратена в затвора, а след това е поставена под домашен арест по подозрение в съучастие с протестантските бунтове. Мери, първата безспорна жена на трона, е решена да смаже протестантството и заповядва всички да присъстват на католическите литургии. Елизабет, която е протестантка, е принудена да се покорява външно. Първоначалната популярност на Mери се стопява, когато става известно, че ще се жени за принц Филип Испански, син на император Карл V. След сватбата Филип придобива голямо влияние върху политиката на Англия. В страната бързо се разпространява недоволство и мнозина разчитат на подкрепата на Елизабет в тяхната съпротива срещу религиозните гонения на Мери. През януари и февруари 1554 г. в няколко части на Англия и Уелс избухва бунт, воден от Томас Уайът.
При потушаването на бунта Елизабет е доведена в града и разпитана. На 18 март 1554 г. тя е затворена в Тауър, където съвсем скоро преди това (на 12 февруари) е била екзекутирана лейди Джейн. Ужасената Елизабет пламенно отстоява своята невинност. Въпреки че не е вероятно тя да е съзаклятничела с бунтовниците, известно е, че някои от тях са се обърнали към нея. Най-близкият довереник на Мери, посланикът на Карл V – Симон Ренард, твърди, че тронът никога няма да бъде в безопасност, докато Елизабет е жива, и канцлерът Стивън Гардинър подготвя обвинение срещу Елизабет. Поддръжниците на Елизабет в правителството, включително лорд Уилям Паджет, убеждават Мери да пощади сестра си, след като няма солидни доказателства срещу нея. На 22 май Елизабет е преместена от Тауър в Уудсток, Оксфордшър, където прекарва повече от година под домашен арест при сър Хенри Бедингфийлд. Тълпи я аплодират из целия път.
На 17 април 1555 г. Елизабет е призована в двора, за да бъде там по време на крайните етапи на привидната бременност на Мери. Ако Мери и децата ѝ умрат, Елизабет ще стане кралица. Ако Мери роди здраво дете, шансовете на Елизабет да стане кралица рязко ще спаднат. Когато става ясно, че Мери не е бременна, а тежко болна, възкачването на Елизабет изглежда сигурно. Дори и Филип (който става крал на Испания през 1556 г.) признава новата политическа реалност и предпочита Елизабет пред алтернативната претендентка Мария Стюарт, израсла във Франция и сгодена за френския дофин. Идването ѝ на власт би усилило позициите на Франция, с която Испания е в лоши отношения. Когато жена му се разболява през 1558 г., Филип изпраща граф Ферия да се посъветва с Елизабет. Срещата е в Хатфийлд хаус, където тя се връща да живее през октомври 1555 г. До октомври 1558 г. Елизабет вече прави планове за правителството си. На 6 ноември 1558 г. Мери обявява Елизабет за своя наследница. Единадесет дни по-късно Мери умира в двореца Сейнт Джеймс. Така на 17 ноември 1558 г. Елизабет се възкачва на престола.

### Възкачване на престола
Смъртта на Мери Тюдор е посрещната с ликуване по улиците на Лондон поради нейната крайна политика в подкрепа на католицизма, спечелила ѝ прозвището „Кървавата Мери“. Елизабет става кралица на 25-годишна възраст и когато разбира, че се възкачва на престола, тя цитира псалм 118, двадесет и трети стих, на латински: „A Domino factum est illud, et est mirabile in oculis nostris“ – „Това е божие дело и то е чудно в очите ни.“ На 20 ноември 1558 г. Елизабет обявява намеренията си пред своя съвет и други лордове, дошли да ѝ се закълнат във вярност. В тази реч тя за първи път споменава схващането за „двете тела“ на суверена, прието от средновековното богословие: физическото и политическото тяло:

Мои лордове, законът на природата ме задължава да скърбя за сестра си. Бремето, стоварило се върху раменете ми, все повече ме изумява; и все пак, като се има предвид, че аз съм само едно скромно Божие създание, предопределено да се покорява на Неговото предписание... аз от все сърце ще се моля за Неговата милост да бъда достоен негов служител в ролята, която сега ми е поверена. Ала понеже съм само едно телесно същество, ще изисквам от всички ви... да ми помагате, така че аз с управлението си и вие със служенето си да заслужим признанието на Всемогъщия Бог и да оставим след себе си някакво благо за нашето потомство на земята. Възнамерявам да съобразявам всичките си действия с предоставените ми разумни и добронамерени съвети
—Елизабет, Уиър 2011, 47В оригинал 
My lords, the law of nature moves me to sorrow for my sister; the burden that is fallen upon me makes me amazed, and yet, considering I am God's creature, ordained to obey His appointment, I will thereto yield, desiring from the bottom of my heart that I may have assistance of His grace to be the minister of His heavenly will in this office now committed to me. And as I am but one body naturally considered, though by His permission a body politic to govern, so shall I desire you all ... to be assistant to me, that I with my ruling and you with your service may make a good account to Almighty God and leave some comfort to our posterity on earth. I mean to direct all my actions by good advice and counsel
Докато триумфалната процесия се движи през града в навечерието на коронацията ѝ, гражданите я приветстват от все сърце с речи и шествия, повечето със силен протестантски привкус. Сърдечното и благосклонно отношение на Елизабет спечелва хората, които са „чудесно пленени“. На другия ден, 15 януари 1559 г., Елизабет е коронована в Уестминстърското абатство и помазана от католическия епископ на Карлайл. След това е представена на народа сред оглушителен хор от органи, флейти, тромпети, барабани и камбани. Това е последната церемония в британската история, извършена по римокатолически ритуал. Датата на коронацията е избрана от Джон Дий, доверен съветник на кралицата по астрология и наука.
Към този момент Англия е бедна и слаба, а народът е разделен на религиозна основа. Холандия в съседство е завладяна от католическа Испания. На север е Шотландия, контролирана от Франция, а 16-годишната кралица на Шотландия Мария Стюарт претендира и за английския престол и според католиците именно тя е законната кралица на Англия. Но Елизабет притежава кураж, ум и интуиция, които ѝ помагат да разбира хората и да се справя с трудностите, като се осланя и на своите съветници. Най-влиятелните политици през този период са държавният секретар Уилям Сесил и пазителят на печата Никълъс Бейкън.

### Религиозно споразумение
Личните религиозни убеждения на Елизабет може никога да не станат известни. Нейната религиозна политика подхожда прагматично към решаването на основните въпроси. Първият е за нейната легитимност. Макар че и според протестанти, и според католици тя е незаконнородена, за английската църква нейната ретроактивно обявена незаконност не е сериозно препятствие в сравнение с това никога да не е била легитимна, докато ревностните католици твърдят обратното. Може би най-важното е, че в нейните собствени очи скъсването с Рим я прави законна. По тази причина никога не е имало съмнение, че Елизабет ще прегърне протестантството, поне номинално.
Елизабет и съветниците ѝ осъзнават опасността от католически кръстоносен поход срещу еретична Англия. Следователно тя търси решение, което да удовлетвори желанията на английските протестанти, без да засегне твърде силно католиците, и в същото време да не толерира по-широкообхватните реформи, изисквани от най-радикалните протестанти – пуританите. В резултат на това парламентът от 1559 г. започва работа въз основа на протестантското споразумение на Едуард VI, в което монархът е начело, но има и много католически елементи, като одеждите на свещениците. Сред първите актове на новата кралица е премахването на последиците от църковната политика на Мери I. Възстановена е независимостта на Англиканската църква от папата и тя се връща към протестантството. Всички лица, заемащи обществени длъжности, са задължени да признаят върховенството на монарха над църквата, в резултат на което много католици, включително епископи, са отстранени от постовете си.
Камарата на общините твърдо подкрепя предложенията, но Законът за върховенството (на английски: Act of Supremacy) среща съпротива в Камарата на лордовете, особено от страна на епископите, които са нейни членове. По стечение на обстоятелствата по онова време поне 10 от 26 епископии са вакантни, включително Архиепископията на Кентърбъри. и така законът е приет. Въпреки това Елизабет е принудена да приеме титлата „върховен наместник на Англиканската църква“ вместо по-спорната титла „върховен глава“, която мнозина смятат за неприемливо да се носи от жена. Предложеният законопроект за върховенството става закон на 8 май 1559 г. Според него всички държавни служители трябва да се закълнат във вярност към монарха като върховен управител или рискуват да загубят поста си; законите за ересите са отменени, за да се избегне повторение на гоненията по времето на Мери. В същото време е приет нов Закон за единството, който забранява католическата литургия и прави задължителни богослужението на английски език, посещението на църква и използването на адаптирана версия на Общия молитвеник от 1552 година. Наказанията за неподчинение не са крайни и са предимно парични глоби. С това протестантството се превръща в официална религия и се установява нова форма на богослужение, която е запазена и до днес.

### Относно женитбата
В началото на царуването на Елизабет всички очакват, че тя ще се омъжи и ще роди наследник на трона. Тя така и не се омъжва, макар че получава много предложения. Причините за това не са ясни. Има предположения, че Томас Сиймор е допринесъл за нейното отрицателно отношение към брака. Друга възможност е Елизабет да е знаела, че е безплодна. Тя приема ухажванията на различни кандидати до навършване на петдесетгодишна възраст. Последният кандидат е Франсоа, херцог Анжуйски, с 22 години по-млад от нея.

#### Лорд Робърт Дъдли
През пролетта на 1559 г. става известно, че Елизабет е влюбена в приятеля си от детство лорд Робърт Дъдли. Той е женен за Ейми Робсарт, но тя страда от „болест в едната си гърда“ и се намеква, че кралицата би желала да се омъжи за лорд Робърт, ако съпругата му умре.
До есента на 1559 г. няколко чуждестранни ухажори се съревновават за ръката на Елизабет; техните нетърпеливи пратеници правят все по-скандални изявления и твърдят, че евентуален брак с нейния фаворит не би бил приет добре: „Няма човек, който да не вика срещу него и срещу нея с възмущение… тя не ще се омъжи за никого, освен за предпочитания Робърт“. Ейми Дъдли умира през септември 1560 г. от падане по стълби и, макар че разследването заключава инцидент, мнозина подозират Дъдли, че е уредил смъртта ѝ, за да може да се ожени за кралицата. За известно време Елизабет сериозно обмисля да се ожени за Дъдли. Уилям Сесил, Никълъс Трокмортън и някои консервативни лордове обаче изразяват пределно ясно неодобрението си. Има дори слухове, че благородниците ще въстанат, ако бракът се сключи.
Въпреки няколко други проекта за женитба, Робърт Дъдли се смята за кандидат почти цяло десетилетие. Елизабет е крайно ревнива към любовниците му, дори когато вече няма намерение да се омъжи за него. През 1564 г. тя прави Дъдли граф Лестър. През 1578 г. той в крайна сметка се жени повторно, на което кралицата реагира с последователни сцени на неудоволствие и доживотна омраза към съпругата му Летис Нолис. При все това Дъдли винаги „остава в центъра на емоционалния живот на Елизабет“. Той умира скоро след победата над Непобедимата армада и след смъртта на Елизабет сред личните ѝ вещи е намерена бележка от него с надпис „неговото последно писмо“ с нейния почерк.

#### Политически аспекти
Елизабет изкусно превръща в дипломатически похват въпроса за женитбата си, като го третира като аспект на външната политика и го оставя нерешен. Макар че отказва предложението на Филип II през 1559 г., тя няколко години преговаря за брак с братовчед му – ерцхерцог Карл Австрийски, но към 1568 г. отношенията с Хабсбургите се влошават. След това Елизабет обмисля женитба последователно за двама френски принцове от династията Валоа: първо Анри, херцог Анжуйски; после – брат му Франсоа, херцог Анжуйски, преди това херцог Алансонски. Това последно предложение е свързано с планиран съюз срещу испанската власт над Южна Нидерландия. Елизабет изглежда приема ухажването сериозно за известно време и носи обеца с формата на жаба, изпратена ѝ от Анжу.
Парламентът постоянно я моли да се омъжи, но тя винаги отговаря уклончиво. През 1563 г. тя казва на имперски пратеник: „Ако последвам склонността на природата си, тя е това: просякиня и неомъжена, отколкото кралица и омъжена“. През същата година, след преболедуване на Елизабет от едра шарка, въпросът за наследяването става първостепенен. Парламентът подканва Елизабет да се омъжи или да обяви наследник в случай на нейна смърт, за да се предотврати гражданска война. Тя отказва да направи и двете. През април прекратява сесията на Парламента, който се събира отново едва през 1566 г., след като тя се нуждае от подкрепата му за повишаване на данъците. Камарата на общините заплашва да наложи запор на финансите ѝ, докато тя не се съгласи да осигури наследяването. Въпросът се изостря и Камарата изпраща сър Робърт Бел, който „се застъпва много дръзко“ за наследяването; посрещнат със „заповедта на кралицата да бъде оставена на мира“. По-късно същата година тя признава на испанския посланик, че ако може да намери начин да уреди наследяването, без да се омъжва, би го направила. Към 1570 г. висши царедворци споделят на четири очи, че Елизабет никога няма да се ожени или да назове наследник. За тази ѝ позиция я обвиняват в безотговорност. Мълчанието на Елизабет засилва собствената ѝ политическа сигурност: тя знае, че ако назове наследник, тронът ѝ би бил уязвим за преврат.
Отказът на Елизабет да се омъжи вдъхновява култ към девствеността. В поезията и на портретите тя е представяна като дева или богиня. Първоначално единствено Елизабет счита девствеността си за добродетел; тя казва на Общините: „В крайна сметка ще ми бъде достатъчно, ако на моя мраморен камък пише, че една кралица, царувала толкова и толкова, е живяла и умряла като девственица“. По-късно, особено след 1578 г., поети и писатели подемат тази тема и я превръщат в иконография, която възвеличава Елизабет. В онази епоха на метафори и възвишени сравнения кралицата е представяна като „омъжена“ за своето кралство и поданици, под божествена закрила. През 1599 г. Елизабет говори за „всичките ми съпрузи, моя добър народ“.

### Конфликти с Шотландия и Франция
На 3 април 1559 г. Елизабет I ратифицира договора от Като Камбрези, с който се прекратява войната с Франция. Въпреки това отношенията между двете страни остават враждебни. Още през същата година Мария Стюарт, вече омъжена за Франсоа II и кралица на Шотландия и Франция, се обявява за кралица и на Англия. След бунт на някои шотландски лордове Мари дьо Гиз (майката на Мария Стюарт) е отстранена от регентството в Шотландия и френските войски се изтеглят оттам. Малко по-късно Франсоа II умира и Мария Стюарт се връща в Шотландия. В последвалите войни във Франция между католици и хугеноти Елизабет подкрепя протестантите, но през 1564 г. сключва мир с френския крал, отстъпвайки Кале, последното английско владение на континента.

### Мария Стюарт
Първата стъпка на Елизабет по отношение на Шотландия е да се противопостави на френското присъствие там. Тя се бои, че французите планират да нахлуят в Англия и да сложат на престола Мария Стюарт. При възкачването на Елизабет членовете на рода Гиз обявяват Мария за кралица на Англия и дори присъединяват герба на Англия към гербовете на Шотландия и Франция върху нейните вещи. Елизабет склонява да изпрати войска в Шотландия, която да помогне на протестантските бунтовници и, въпреки че кампанията е неумела, последвалият Единбургски договор от юли 1560 г. елиминира френската заплаха от север. Когато овдовялата Мария се завръща в Шотландия през 1561 г., за да поеме властта, страната има установена протестантска църква и се управлява от съвет от протестантски благородници, подкрепен от Елизабет. Мария отказва да ратифицира договора.
През 1563 г. Елизабет предлага своя ухажор Робърт Дъдли за съпруг на Мария, без да пита нито един от двамата, и този план, естествено, се проваля. През 1565 г. Мария се омъжва за Хенри Стюарт, лорд Дарнли, който предявява своя собствена претенция за английския трон като потомък на Хенри VII. Този брак е първата от серията погрешни преценки на Мария Шотландска, които в крайна сметка предават победата в ръцете на шотландските протестанти и на Елизабет. Дарнли бързо става непопулярен в Шотландия и придобива лоша слава поради участие в убийството на италианския секретар на Мария – Давид Рицио. През февруари 1567 г. Дарнли на свой ред е убит от заговорници, почти със сигурност водени от Джеймс Ботуел. Скоро след това, на 15 май 1567 г., Мария се омъжва за Ботуел, предизвиквайки подозрения, че е свързана с убийството на съпруга си. Елизабет ѝ пише:
| “ | Как може да бъде направен по-лош избор за вашата чест, отколкото с такава припряност да се омъжите за такъв поданик, който освен други и прословути недостатъци, обществената мълва обвинява в убийството на покойния ви съпруг, а освен това ви е докосвал фамилиарно, макар че ние вярваме, че това не е вярно. | ” |

Тези събития водят до бързата загуба на властта и затварянето на Мария в замъка Лох Левен. Шотландските лордове я принуждават да абдикира в полза на сина си Джеймс, роден през юни 1566 г. Малкият Джеймс е отведен в замъка Стърлинг, за да бъде отгледан като протестант. Мария успява да избяга от Лох Левен през 1568 г., но след още едно поражение е принудена да напусне Шотландия. Отива в Англия, където някога е имала сигурна поддръжка от страна на Елизабет. Отначало Елизабет възнамерява да помогне на Мария да си върне престола, но след това Елизабет и съветът ѝ избират да постъпят предпазливо. Вместо да върнат Мария в Шотландия с помощта на английска армия или да я изпратят във Франция, те я задържат в Англия, като през следващите 19 години тя е затворена.

### Мария Стюарт и католическата кауза
Присъствието на Мария Стюарт в Англия скоро става повод за размирици. През 1569 г. на север има голямо католическо въстание, чиято цел е да освободи Мария, да се омъжи тя за Томас Хауърд, херцога на Норфък, и да се възкачи на английския трон. След поражението на бунтовниците над 750 от тях са екзекутирани по заповед на Елизабет. Вярвайки, че бунтът е бил успешен, през 1570 г. папа Пий V издава булата Regnans in Excelsis, с която „Елизабет, престорената кралица на Англия и служителка на престъпленията“, е отлъчена от църквата и обявена за еретичка, а всичките ѝ поданици са освободени от клетвата за вярност към нея. Католиците, които биха продължили да се подчиняват на заповедите ѝ, са заплашени с отлъчване от църквата. Папската була провокира законодателни инициативи срещу католиците, които обаче са смекчени от намесата на Елизабет. Англиканската църква приема някои по-крайни калвинистки възгледи. Покръстването на английски поданици в католицизъм с намерението да оттеглят подкрепата си за Елизабет през 1581 г. е обявено за държавна измяна, наказуема със смърт. От 1570 г. в Англия започват да пристигат тайно свещеници-мисионери от континента с цел „покръстване на Англия“. Мнозина са екзекутирани, създавайки мъченически култ.
Regnans in Excelsis дава на английските католици силен подтик да гледат на Мария Стюарт като истински суверен на Англия. Мария може и да не е знаела за всеки католически заговор, но за периода от заговора на Ридолфи от 1571 г. (който води до екзекуцията на ухажора на Мария – Томас Хауърд) до заговора на Бабингтън от 1586 г. главният разузнавач на Елизабет, сър Франсис Уолсингам, и кралският съвет старателно събират доказателства срещу нея. Първоначално Елизабет се противопоставя на призивите за екзекуция на Мария. Към края на 1586 г. обаче я убеждават да одобри съдебен процес въз основа на писма, писани по време на заговора на Бабингтън. Прокламацията на смъртната присъда гласи, че „споменатата Мария, претендираща за право над същата корона, е замислила и планирала в същото кралство различни неща, стремящи се към нараняване, смърт и унищожение на нашата кралска особа.“ На 8 февруари 1587 г. Мария Стюарт е обезглавена в замъка Фотрингей, Нортхамптъншир.
През 1569 г. в северните части на Англия започва въстание на католиците, оглавявано от Томас Хауърд, Чарлс Невил и Томас Пърси.
През 1572 г. Елизабет сключва съюз с Франция, въпреки че по това време там са избити хиляди протестанти по време на Вартоломеевата нощ. Тя дори започва преговори за сключване на брак с Анри, херцога на Анжу, а след това – с по-малкия му брат Франсоа. Последният посещава Лондон през 1581 г. и кралицата го представя като свой бъдещ съпруг, но той умира през 1584 г., без да се стигне до брак.

### Войни и отвъдморска търговия
Външната политика на Елизабет е в голямата си част отбранителна. Изключение е английската окупация на Хавър от октомври 1562 г. до юни 1563 г., която завършва с провал, когато хугенотските съюзници на Елизабет се присъединяват към католиците и превземат пристанището. Намерението на Елизабет е било да размени Хавър за Кале, превзето от Франция през януари 1558 г. Само чрез флота Елизабет води успешна настъпателна политика срещу Испания; 80% от битките са морски. Елизабет посвещава в рицарство Франсис Дрейк след неговата обиколка на света от 1577 до 1580 г. Той си спечелва слава след набезите си срещу испански пристанища и флотилии. Голяма част от мореплавателите на Елизабет са пирати и воюват за лична облага, върху което кралицата има малко влияние.

#### Холандска експедиция
След окупацията и загубата на Хавър през 1562 – 1563 г. Елизабет се въздържа от военни експедиции на континента до 1585 г., когато изпраща английска армия да помогне на протестантските бунтовници в Холандия срещу Филип II. Това става след смъртта на съюзниците Вилхелм Орански и Франсоа д'Алансон през 1584 г. и завземането на поредица холандски градове от представителя на Филип – пармския херцог Алесандро Фарнезе, губернатор на Испанска Нидерландия. През декември 1584 г. Филип II сключва съюз с френската католическа лига в Жоанвил и това намалява надеждите братът на Франсоа, Анри III, да се противопостави на испанското надмощие. Този съюз разширява също испанското влияние по френския бряг на Ламанша, където католическата лига е силна и Англия се излага на риск от нахлуване на чужди войски. Обсадата на Антверпен през лятото на 1585 г. от херцога на Парма кара англичаните и холандците да сключат договора от Нонсъч (август 1585 г.), в който Елизабет обещава военна подкрепа на холандците. Договорът поставя началото на Англо-испанската война, която продължава до 1604 г.
Експедицията се води от Робърт Дъдли, граф Лестър. От самото начало Елизабет не подкрепя този поход. Нейната стратегия – подкрепа на холандците по суша с английската армия при едновременни тайни преговори за мир с Испания скоро след пристигането на Дъдли в Холандия – по необходимост е в противоречие с позицията на Дъдли, който иска да води активна кампания, както очакват и холандците. От друга страна, Елизабет иска той „да избегне на всяка цена решителни действия срещу врага“. Дъдли разгневява Елизабет, като приема поста генерален губернатор, даден му от холандските Генерални щати. Елизабет гледа на това като на ход, който да я принуди да приеме суверенитета на Нидерландия, което дотогава винаги е отказвала. Тя пише на Дъдли:
| “ | Ние никога не можеше да си въобразим (ако не го бяхме видели да се случи на практика), че един мъж издигнат от нас и изключително облагодетелстван от нас, над всеки друг поданик на тази страна, по такъв презрителен начин би нарушил заповедта ни в кауза, която толкова много ни засяга в чест… И следователно нашето изрично удовлетворение и заповед е, без отлагания и извинения, незабавно по дълг на лоялност да се подчините и осъществите каквото неговият носител ще ви заповяда да направите в наше име. В което не се проваляйте, тъй като ще отговаряте за обратното на Ваш пределен риск. | ” |

Заповедта на Елизабет е нейният емисар да прочете неодобрителните ѝ писма публично пред Холандския държавен съвет, в присъствието на Дъдли. Тази публична обида на нейния генерал-лейтенант, съчетана с продължителните ѝ преговори за сепаративен мир с Испания, необратимо подкопава позицията му сред холандците. Военната кампания е силно затруднена от повторните откази на Елизабет да изпрати обещаните средства за нейните гладуващи войници. Нежеланието ѝ да се ангажира с каузата, личните недостатъци на Дъдли като политически и военен лидер и хаотичната холандска политика, разделена на фракции, водят до провала на кампанията. Дъдли накрая подава оставка през декември 1587 г.

#### Владетелка на моретата
Английският флот е създаден от крал Хенри VII, наследникът му Хенри VIII поощрява морската търговия, Мария Тюдор изпраща експедиция за търсене на североизточен път към Китай и Индия, но чак при управлението на Елизабет, Англия се превръща в могъща морска сила.
Именно тогава английските мореплаватели редовно започват да ограбват испанските морски съдове и извършват набези по крайбрежията на испанските колонии, което след време става причина за конфликти с Испания. Братята Уилям и Джон Хокинс започват своите търговско-пиратски плавания, а в края на 60-те години на XVI век изгрява звездата на Франсис Дрейк. Така през 1570 г. се разгръща особена, необявена война по море с Испания. Официално Мадрид и Лондон предпочитат да си затварят очите за тези „частни войни“ и се ограничават до формални протести.
Така или иначе, Англия постепенно извоюва от Испания авторитета на „първа морска държава“. За това говорят не само пиратските набези, но и околосветското плаване на Франсис Дрейк, основаването на 18 август 1587 г. на първата колония Вирджиния („Девствена“) в Северна Америка и дейността на Уолтър Роли.
Елизабет финансира всички тези мероприятия. В историческата литература тя често е осъждана за тайното и явно покровителство на разбойници, но трябва да се отбележи, че подобно поведение от страна на кралете тогава е по-скоро норма, отколкото изключение. В политиката властва принципът: „правото принадлежи на по-силния“.

#### Непобедимата армада
Откритата война между Англия и Испания започва през 1585 г. Преди това Англия застава на страната на Съединените провинции във войната им срещу Испания, разгоряла се след смъртта на Вилхелм Орански, а отказът на Елизабет да се омъжи за Фелипе II и нападенията на английски пирати над испанските колонии засилват враждебността още повече. През 1586 г. испанският посланик е изгонен от Англия, обвинен в заговор за убийство на кралицата. Фелипе II започва да се подготвя за нападение срещу Англия, позовавайки се на правото си върху английския трон по линия на Мария Тюдор. Междувременно сър Франсис Дрейк е предприел нападения срещу испански пристанища и кораби в Карибско море през 1585 и 1586 г., а през 1587 г. извършва успешен набег и срещу Кадис, унищожавайки испанския флот от военни кораби, предназначени за „Английското предприятие“. Фелипе II най-сетне решава да нападне Англия.
На 12 юли 1588 г. Испанската армада, флот от 130 кораба с 30 хиляди души на борда, отплава от Испания в посока Нидерландия, за да прехвърли испанските войски, командвани от Алесандро Фарнезе, и да нападне Англия. Английският флот, командван от адмирал Чарлс Хауърд, обаче успява да отблъсне испанците. Въпреки че англичаните не успяват да постигнат сериозни успехи и не успяват да потопят нито един испански кораб, добрата им тактика и разразилите се силни бури принуждават командващия армадата херцог Медина Сидония да поеме курс на север и да се опита да се завърне в Испания през Северно море, като заобиколи Шотландия и след това поеме обратно на юг покрай западния бряг на Ирландия. Армадата се добира до Испания в разбити останки, след катастрофални загуби при бреговете на Ирландия.
В същото време в Англия, без да е известна съдбата на армадата, за отбрана на страната се събира английско опълчение под командването на Робърт Дъдли. Той кани Елизабет да инспектира войските си в Есекс на 8 август. Носеща сребърен нагръдник върху бяла кадифена рокля, тя се обръща към тях с една от най-известните си речи:
| “ | Мой обични народе, Всички ме съветват да съм все нащрек за моята сигурност и много да внимавам, когато се изправям пред някое въоръжено множество заради опасения от измяна; но аз мога да ви уверя, че не желая да живея, ако ще бъда лишена от доверието в моя народ, който знам, че ми вярва и ме обича. … Зная, че имам тяло на слаба и немощна жена, но имам сърце и смелост на крал, и то крал на Англия, и все си мисля колко смешен и жалък ще стане Пармският херцог или испанският крал, или който и да е владетел от Европа, ако дръзне да нахлуе през границите на моето кралство, ако се опита да се държи безчестно с мен, аз самата ще грабна оръжието и сама ще си бъда генерал и съдия и ще възнаградя всеки от вас заради неговите добродетели. | ” |

Когато очакваното нашествие не се реализира, нацията тържествува. Процесията на Елизабет на благодарствената служба в катедралата Сейнт Пол, съперничи на коронацията ѝ като спектакъл. Победата над армадата е силна пропагандна победа, както за Елизабет, така и за протестантска Англия. Англичаните възприемат избавлението си като символ на Божията благосклонност и вярват в неприкосновеността на нацията, управлявана от кралица-девица. Испанците обаче все още контролират Холандия и опасността от нашествие остава. През 1588 г. англичаните се опитват да затвърдят успеха си, като изпращат срещу Испания флот, известен като Английска армада, но на свой ред претърпяват неуспех. След смъртта на Елизабет Уолтър Роли твърди, че прекалената ѝ предпазливост е попречила на спечелването на войната с Испания:
| “ | Ако покойната кралица вярваше във войниците си колкото на писарите си, ние в нейно време щяхме да победим онази велика империя и щяхме да направим кралете им на смокини и портокали като едно време. Но Нейно Величество вършеше всичко наполовина и с малки нашествия научи испанеца как да се отбранява и да види собствената си слабост. | ” |

Въпреки че някои историци критикуват Елизабет със сходни основания, оценката на Роли по-често е смятана за несправедлива. Елизабет има добри причини да не се предовери на командирите си, които са склонни, както тя се изразява, „влезли веднъж в бой, да бъдат отнесени от тщеславие“.
През следващите години сблъсъците между Англия и Испания продължават в колониите и в Европа. Английски войски се включват в Осемдесетгодишната война на страната на Нидерландия. В гражданската война във Франция англичаните поддържат финансово и с войски протестантския претендент Анри Наварски срещу подкрепяните от испанците католически сили. През 1595 г. испанците успяват да направят десант в Корнуол, като разграбват няколко села и отслужват католическа литургия, след което се оттеглят. След като Анри Наварски заема френския трон и Фелипе II умира, Франция и Испания сключват мир, а във военните действия между Англия и Испания настъпва затишие.

#### Подкрепа на Анри IV
Когато протестантът Анри IV наследява френския трон през 1589 г., Елизабет му изпраща военна подкрепа. Това е първото ѝ начинание във Франция след отстъплението ѝ от Льо Хавър през 1563 г. Правото на наследяване на Анри е силно оспорвано от католическата лига и от Фелипе II и Елизабет се бои от испанска атака на пристанищата на Ла Манша. Последвалите английски кампании във Франция обаче са зле организирани и неефективни. Лорд Уилоуби, пренебрегвайки в значителна степен заповедите на Елизабет, броди из Северна Франция с армия от 4000 мъже с малко ефект. Той се оттегля в безредие през декември 1589 г., след като е загубил половината си войска. През 1591 г. кампанията на Джон Норис, който води 3000 мъже в Бретан е още по-катастрофална. Както при всички такива експедиции, Елизабет не желае да отпусне припасите и подкрепленията, изисквани от командирите. Норис отива в Лондон, за да моли лично за повече подкрепа. В негово отсъствие армията на католическата лига почти унищожава останките от неговата армия в Краон, Северозападна Франция, през май 1591 г. През юли Елизабет изпраща друга войска под командването на Робърт Девъро, граф Есекс, за да помогне на Анри IV в обсадата на Руан. Резултатът е също толкова отчайващ. Девъро не постига нищо и се връща у дома през януари 1592 г. Анри вдига обсадата през април. Както обикновено, Елизабет не успява да контролира военачалниците си в чужбина. „Къде е или какво върши, или какво смята да върши“ – пише тя за Девъро – „ние сме в неведение“.

#### Ирландия
През 1579 г. в Ирландия започва въстание, подпомогнато от армия, финансирана от папа Григорий XIII. С военна кампания, продължила до 1583 г., бунтът е потушен, като значителна част от населението на графство Дезмънд е унищожена.
Въпреки че Ирландия е едно от двете ѝ кралства, Елизабет е изправена пред враждебно и на места направо автономно ирландско население, което изповядва католицизма, противопоставя се на властта ѝ и съзаклятничи с враговете ѝ. Нейната политика там е да дава земя на придворните си и да попречи на бунтовниците да дадат на Испания база, от която да може да нападне Англия. В течение на поредица от въстания кралските войски водят „тактика на опожарената земя“, като опожаряват всичко и убиват мъже, жени и деца. Около 30 000 ирландци умират от глад по време на бунта в Мънстър, воден от Джералд Фицджералд през 1582 г. Поетът и колонист Едмънд Спенсър пише, че жертвите „са докарани до такова нещастие, че дори каменно сърце би ги оплаквало“. Елизабет инструктира командирите си да третират добре ирландците, „тази груба и варварска нация", но не показва разкаяние, когато са необходими употреба на сила и кръвопролитие.
Най-тежкото изпитание за Елизабет в Ирландия е между 1594 и 1603 г., когато в разгара на войната с Испания избухва бунт – Деветгодишната война – с водач Хю О'Нийл, граф на Тайроун, подкрепян от испанците. През пролетта на 1599 г. Елизабет изпраща Робърт Девъро да потуши въстанието. За нейно разочарование той не постига много и се връща в Англия против заповедите ѝ. Заменен е от Чарлс Блънт, на когото са нужни три години да победи бунтовниците. Най-накрая през 1603 г. О'Нийл се предава, няколко дни след смъртта на Елизабет. Скоро след това е подписан мирен договор между Англия и Испания.

#### Русия
Дипломатическите отношения с Руското царство са установени от Едуард и Елизабет продължава да ги поддържа. Тя често пише на цар Иван Грозни приятелски писма, но той често е раздразнен от тях, защото предпочита тя да се съсредоточава върху възможността за военен съюз, вместо върху търговията. Царят дори ѝ предлага женитба и по време на по-късното си царуване иска гаранции, че ще получи убежище в Англия, ако управлението му бъде застрашено.
След смъртта на Иван той е наследен от простодушния си син Фьодор. За разлика от баща си, Фьодор няма желание за изключителни търговски права с Англия. Фьодор отваря царството си за всички чужденци и освобождава английския посланик, сър Джером Боус, толериран от Иван Грозни. Елизабет не е доволна и изпраща новия посланик, д-р Гайлс Флетчър, със задача да търси съдействието на регента Борис Годунов царят да размисли. Флетчър обаче не успява да се справи, защото при обръщението си към Фьодор изпуска две от титлите му. Елизабет продължава да апелира към Фьодор в полу-молещи, полу-укоряващи писма. Тя предлага съюз, който преди това е отказала на бащата на Фьодор, но предложението е отхвърлено.

#### Берберски държави, Oсманска империя, Япония
По време на управлението на Елизабет между Англия и Берберските държави се развиват търговията и дипломатическите отношения. Англия установява търговски отношения с Мароко, противопоставяйки се на Испания, продавайки брони, муниции, дърво и метали в замяна на мароканска захар, въпреки забрана от папата. През 1600 г. Абд ел Уахед бен Месауд, главен секретар на мароканския владетел Мулай Ахмед ал-Мансур, пристига в Англия като посланик в двора на кралица Елизабет I. В продължение на шест месеца двете държави преговарят за създаване на съюз срещу Испания. Елизабет „се съгласява да продаде муниции на Мароко и тя и Мулай Ахмед ал-Мансур обсъждат от време на време обща операция срещу испанците“. Дискусиите обаче остават без краен резултат, тъй като и двамата владетели умират две години след посланичеството.
Дипломатически отношения са установени и с Османската империя с даването на грамота на Левантската компания и изпращането на английски посланик във Високата порта, Уилям Харбърн, през 1578 г. За първи път е подписан търговски договор през 1580 г. В двете посоки са изпратени многобройни пратеници и Елизабет обменя писма със султан Мурад III.
Първият англичанин достигнал Япония, Уилям Адамс, е бивш служител на Берберската компания, основана през 1585 г. Той стъпва в Япония през август 1600 г. като навигатор за Холандската източноиндийска компания. Той играе ключова роля като съветник на японския шогун и помага за установяването на първите дипломатически контакти и търговски договори между Англия и Япония.

### Kъсни години
Периодът след победата над Испанската армада през 1588 г. носи нови трудности за Елизабет, които продължават през останалите петнадесет години до края на царуването ѝ. Конфликтите с Испания и Ирландия продължават, данъчното бреме става по-тежко, а икономиката е ударена от слаби реколти и разходите за войната. Цените растат и стандартът на живот се снижава. По това време репресиите срещу католиците се усилват и през 1591 г. се създават комисии за наблюдение на католическите семейства. За да се поддържа илюзията за мир и благоденствие, кралицата разчита все повече на вътрешно разузнаване и пропаганда. В последните ѝ години критиката към управлението се увеличава и отразява понижаването на любовта на обществото към нея.
Една от причините за това различно управление (наричано понякога „второ царуване“) е различният характер на управителното тяло на Елизабет, Тайният съвет (на английски: Privy Council), през 90-те години на XVI век. На власт е ново поколение. С изключение на лорд Бъргли, около 1590 г. умират важни политици: Робърт Дъдли през 1588 г., сър Франсис Уолсингам през 1590 г., сър Кристофър Хатън през 1591 г. Яростното съперничество за най-влиятелните държавни постове между граф Есекс и Робърт Сесил, син на лорд Бъргли, и техните съответни последователи „развалят“ политиката. Личният авторитет на кралицата намалява, както се вижда в аферата с д-р Лопес, нейният доверен лекар. Той е обвинен несправедливо в държавна измяна от Робърт Девъро поради лично засегнато честолюбие, а тя не успява да предотврати екзекуцията му (1594 г.), въпреки че е ядосана от ареста му и изглежда не е вярвала във вината му.
През 1598 г. умира Уилям Сесил, който е най-близкият до Елизабет политик през по-голямата част от нейното управление, като влиянието му до голяма степен е наследено от сина му Робърт Сесил. Междувременно бунтовете в Ирландия, подкрепяни от испанците, са подновени и през 1598 г. англичаните претърпяват тежко поражение в битката при Йелоу Форд. Войната в Ирландия продължава до смъртта на Елизабет и бунтовете са потушени след тежки репресии срещу цялото население, ръководени от Чарлс Блънт.
Вместо да иска от парламента да отпуска повече субсидии по време на война, през последните години от управлението си, Елизабет все повече разчита на правото на монарха да издава монополи като безплатна система за покровителство от името на короната. Пример за такъв монопол е Британската източноиндийска компания, създадена през 1600 г. Практиката скоро води до спекула, обогатяване на придворни за сметка на обществото и широко разпространено негодувание. То кулминира във вълнения в Камарата на общините по време на парламентарната сесия през 1601 г. В отговор Елизабет произнася известната си „Златна реч“ от 30 ноември 1601, уверява в неведението си за злоупотребите и спечелва депутатите с обещания и обичайния си порив на чувства.
Същият този период на политическа и икономическа несигурност обаче е съпроводен с ненадминат литературен разцвет в Англия. Първите признаци на ново литературно движение се появяват във второто десетилетие от царуването на Елизабет с Euphues на Джон Лили и Календарът на пастира от Едмънд Спенсър през 1578 г. Към края на века влизат в зрелостта си някои от големите имена на английската литература, включително Уилям Шекспир и Кристофър Марлоу. През този период и през последвалата ера на Джеймс I английският театър достига най-високите си върхове. Понятието за велика Елизабетинска епоха се дължи в голяма степен на строителите, драматурзите, поетите и музикантите, творили по време на царуването на Елизабет. То не е свързано директно с кралицата, която никога не е била голям покровител на изкуствата.
С напредването на възрастта образът на Елизабет постепенно се променя. Изобразяват я като Белфиби или Астрея и след Армадата – като Глориана, вечно младата Кралица на феите от поемата на Едмънд Спенсър. Нейните портрети стават по-малко реалистични и по-загадъчни, приличат на икони, които я представят много по-млада, отколкото е. Всъщност кожата ѝ е белязана от едра шарка през 1562 г., оставяйки я полуплешива и зависима от носенето на перуки и козметика. Обаче колкото красотата на Елизабет избледнява, толкова повече придворните ѝ я възхваляват.
Елизабет охотно играе тази „роля“, защото смята имиджа си за важен символ на властта, но е възможно в последното десетилетие на живота си сама да е започнала да си вярва. Тя харесва и глези чаровния, но сприхав Робърт Девъро, граф Есекс, който е заварен син на Дъдли и си позволява фриволности с нея, които тя му прощава. Неколкократно го назначава на военни постове, въпреки недобрата му репутация. След като дезертира от командването в Ирландия през 1599 г., Елизабет го поставя под домашен арест и на следващата година го лишава от монополите му. През февруари 1601 г. графът се опитва да вдигне бунт в Лондон. Той възнамерява да плени кралицата, но събира малцина в своя подкрепа и на 25 февруари е обезглавен. Елизабет осъзнава, че до това стечение на събитията отчасти са довели собствените ѝ погрешни преценки. Един наблюдател съобщава през 1602 г.: „Нейната утеха е да седи на тъмно и понякога да оплаква Есекс със сълзи“.

### Смърт
Старшият съветник на Елизабет Уилям Сесил умира на 4 август 1598 г. Политическата му роля преминава върху сина Робърт Сесил, който скоро става водач на правителството. Пред него стои задачата да подготви гладкото наследяване на трона. Тъй като Елизабет така и не посочва официално наследник, Сесил се излага на голям риск и трябва да действа тайно. Затова той започва шифрована кореспонденция с основния претендент Джеймс VI Шотландски и го съветва как да завоюва доверието на Елизабет. Планът му до голяма степен успява и, според историка Джон Нийл, Елизабет може да не е открила пред Джеймс одобрението си директно, но го намеква с „еднозначни, макар и завоалирани фрази“.
Здравето на кралицата остава задоволително до есента на 1602 г., когато смъртта спохожда поредица нейни приятели и ѝ причинява дълбока депресия. През февруари 1603 г. кралицата приема особено тежко смъртта на Катрин Хауърд, графиня Нотингам. През март Елизабет се разболява и изпада в „упорита и нелечима меланхолия“. Тя умира в Ричмъндския дворец край Лондон на 24 март 1603 г., между два и три часа през нощта. След няколко часа Сесил и съветът задействат плана си и обявяват за крал на Англия Джеймс VI Шотландски.
През нощта ковчегът на Елизабет е пренесен надолу по Темза до Уайтхол на баржа, осветена с факли. На погребението ѝ на 28 април ковчегът е откаран в Уестминстърското абатство с покрита с черно кадифе катафалка, теглена от четири коня. По думите на летописеца Джон Стоу:
| “ | Уестминстър беше претоварен с множества от всякакви хора в техните улици, къщи, прозорци, улеи и канали, които идват да видят погребението и когато съзират нейната статуя, лежаща на ковчега, имаше такава обща въздишка, ридание и плач, подобни на които не са били видени или познати в човешката памет. | ” |

Въпреки присъствието на няколко други претендента за престола, преходът на властта минава гладко. Наследяването от Джеймс обаче пренебрегва Третия закон за наследяването и завещанието на Хенри VIII. Вместо тях се дава предимство на линията на по-младата сестра на Хенри, Мария Тюдор. За да поправи това, Джеймс прокарва през парламента Закона за наследяване на короната от 1603 г. Въпросът дали парламентът може да контролира наследяването на короната със закон е предмет на спорове през целия XVII век.
Елизабет е погребана в Уестминстърското абатство в гробница, която споделя с Мери I. Латинският надпис на гробницата им, „Regno consortes & urna, hic obdormimus Elizabetha et Maria sorores, in spe resurrectionis“, гласи „Спътнички в царуването и гроба, тук ние спим, Елизабет и Мери, сестри, с надежда за възкресение“.

## Оценка на управлението
Още в първото си обръщение към поданиците, Елизабет обещава да управлява, като се консултира със съветниците си. Наистина, тя се уповава много на група доверени съветници, водени отначало от Уилям Сесил, барон Бъргли, а към края на царуването – от неговия син, Робърт Сесил. Във вътрешната политика подкрепя създаването на английска протестантска църква, като утвърждава върховенството на монарха над църквата. Елизабетинското религиозно споразумение се спазва през цялото ѝ царуване и от него води началото си днешната Англиканска църква.
В управлението си Елизабет е по-умерена от баща си, брат си и сестра си. След кратките царувания на нейните брат и сестра, нейните 44 години на трона осигуряват стабилност, която е добре дошла за кралството, и помагат за изграждането на чувство за национална идентичност. Един от нейните девизи е „video et taceo“ („Виждам и не казвам нищо“). Тази стратегия, която съветниците ѝ не одобряват, често я спасява от погрешни стъпки, като прибързани политически и съпружески съюзи. Всички очакват Елизабет да се омъжи, но въпреки няколко петиции от страна на парламента и многобройни ухажвания от различни кандидати, тя не го прави. С напредването на възрастта, девствеността на Елизабет се превръща в култ, който се ознаменува в портретите, шествията и литературата от тази епоха.
Макар че Елизабет е предпазлива във външната политика и само половинчато поддържа неефективните, зле подсигурени военни кампании в Холандия (срещу испанците), Франция и Ирландия, в съзнанието на народа името ѝ завинаги остава с победата над Непобедимата армада през 1588 г.
Управлението на Елизабет I продължава 44 години и е съпроводено с нарастващо влияние на Англия по целия свят и с разцвет на английската култура. То става известно по-късно като Златен век на Елизабет или Елизабетинска епоха в историята на Англия. По това време пишат драматурзите Уилям Шекспир, Кристофър Марлоу и Бен Джонсън, философът Франсис Бейкън. Мореплавателят Франсис Дрейк става първият англичанин, обиколил света, а Уолтър Роли и Хъмфри Гилбърт поставят началото на английската колонизация на Северна Америка. Основана е и Британската източноиндийска компания.
Някои историци са по-резервирани в оценката си – особено в късния ѝ период. Те описват Елизабет като избухлив и понякога нерешителен владетел, който има повече късмет, отколкото заслужава. Към края на царуването ѝ серия от икономически и военни проблеми отслабват популярността ѝ. Елизабет е призната за харизматичен държавник и упорито оцеляваща владетелка в епоха, когато правителството в Англия е нестабилно и монарсите в съседните страни имат сериозни вътрешни проблеми, застрашаващи троновете им. Такъв е случаят с Мария Стюарт, съперничката ѝ от Шотландия, която претендира и за английския престол. Елизабет я изпраща за дълги години в заточение и в крайна сметка я екзекутира през 1587 година.
Сериозни са критиките спрямо икономическата ѝ политика. Наистина тя оставя само 360 000 лири държавен дълг (за сравнение Мария I Тюдор оставя 300 000 лири държавен дълг за много по-кратко царуване). Вярно е също така обаче, че между 1560 и 1574  Елизабет  разпродава земи на короната за 267 800 лири; че през  1589-1604 тя разпродава още земите на короната  на стойност 608 000 лири, че тегли заеми от над 750 000 лири (основната част – над 420 000 – за войната с Испанската армада); че  покачва местните данъци за ремонт и попдръжка на пътища и мостове; че по нейно време корупцията се покачва сериозно, поради търговията с влияние на длъжности. По нейно време позицията на дребен чиновник „струва“ около 400 лири, а позицията на един мирови съдия 1000 – 4000 лири. Но може би най-сериозната критика е, че между 1597 и 1601 Елизабет раздава монополи и патенти от името на Короната срещу заплащане. Бедата е, че това поставя суровините и продуктите в ръцете на малък кръг хора, което води до инфлация. Между 1597 и 1601 цените на стоманата нарастват двойно, на нишестето нарастват тройно, на стъклото – четворно, а на солта - единадесет пъти! Също така следва да се отбележи че Елизабет фаворизира през годините различни свои любимци. И ако Робърт Дъдли, граф Лестър иУилям Сесил, 1 барон Бърнли се оказват способни и лоялни мъже, (и дори Франсис Дрейк е от полза на Короната) то случаят с Робърт Девъро, граф Есекс се оказва катастрофа. Последният си позволява сериозни волности. Харчи безогледно пари на Короната в Испания с цел лична популярност, превръща метежа в Ирландия във фиаско, дори предприема опит за държавен преврат.

## Наследство
Елизабет е оплаквана от мнозина от поданиците си, но други въздъхват с облекчение. Очакванията към крал Джеймс са високи и първоначално той откликва, като приключва войната с Испания през 1604 г. и намалява данъците. До смъртта на Робърт Сесил през 1612 г. правителството работи в значителна степен по същия начин като преди. Управлението на Джеймс обаче става непопулярно, когато той се заобикаля с придворни фаворити и през 20-те години на XVII век настъпва носталгично възраждане на култа към Елизабет. Тя е прославяна като защитила протестантската кауза и установила Златен век, в противоположност на Джеймс, описван като католически симпатизант и царуващ над корумпиран двор. Триумфалният имидж, култивиран целенасочено от Елизабет към края на управлението ѝ на фона на военни и икономически трудности, е възприет буквално и нейната репутация расте. Царуването на Елизабет се идеализира като време, когато короната, парламентът и църквата са постигнали баланс.
Този образ на Елизабет, нарисуван от нейните протестантски привърженици в началото на XVII век, се оказва траен и влиятелен. Спомените за нея се появяват и по време на Наполеоновите войни, когато страната отново се намира на ръба на нашествие. През Викторианската епоха, Елизабетинската легенда е адаптирана за актуалната имперска идеология. Епохата на Елизабет е представена като епоха на рицарство, резюмирана от придворни срещи между кралицата и мореплаватели като Дрейк и Роли. Подобно отношение има в средата на XX век. Историци от този период като Джон Нийл (1934 г.) и Алфред Раус (1950 г.) тълкуват царуването на Елизабет като златна епоха на прогреса, но те също идеализират кралицата. Тя винаги прави всичко правилно. По-неприятните ѝ черти са игнорирани или обяснени като признаци на стрес.
Съвременните историци са възприели по-задълбочен подход. Нейното царуване е най-известно с победата над Армадата и с успешните атаки срещу испанците (като тези при Кадис през 1587 и 1596 г.), но се сочат и военните провали по суша и по море. В Ирландия силите на Елизабет в крайна сметка надделяват, но тяхната тактика петни репутацията ѝ. Вместо като на смел защитник на протестантските нации срещу католическа Испания и Хабсбургите, на нея по-често се гледа като на твърде предпазлива във външната политика. Тя почти не предлага помощ на протестанти-чужденци и не осигурява на командирите си нужното, за да действат ефективно при кампаниите в чужбина.
Елизабет реформира църквата по начин, който помага да се оформи националната ѝ идентичност и много от установените практики съществуват и до днес. Тези, които я хвалят по-късно като протестантска героиня, пренебрегват отказа ѝ да премахне всички католически практики. Историците отбелязват, че по нейно време стриктните протестанти възприемат Религиозното споразумение от 1559 г. като компромис. Всъщност Елизабет счита, че вярата е лична работа и не иска, както се изразява Франсис Бейкън, „да прави прозорци в сърцата и тайните мисли на хората“.
Въпреки че следва в голяма степен отбранителна политика, нейното царуване подобрява позициите на Англия в чужбина. „Тя е само жена, само господарка на половин остров“, чуди се папа Сикст V, „и въпреки това действа така, че от нея да се страхуват Испания, Франция, Империята, всички“. При управлението на Елизабет страната си спечелва нова самоувереност и усещане за суверенитет във фрагментирания християнски свят. Елизабет е първата от династията Тюдор, която признава, че монархът управлява по волята на народа. Поради това тя винаги работи заедно с парламента и с доверени съветници – стил на управление, който последвалите я крале от династията Стюарт пренебрегват. Някои историци я считат за човек с късмет; тя самата вярва, че Бог я защитава. Гордеейки се, че е „само англичанка“, Елизабет вярва, че за успеха на царуването си трябва да благодари на Бог, добрите съвети и любовта на поданиците си.

## Генеалогия
|  |                                         |  |  |  |  |  |  |  |  |  |  |  |  |  |  |  |
|  | Оуен Тюдор                              |  |  |  |  |  |  |  |  |  |  |  |  |  |  |  |
|  |                                         |  |  |  |  |  |  |  |  |  |  |  |  |  |  |  |
|  |                                         |  |  |  |  |  |  |  |  |  |  |  |  |  |  |  |
|  | Едмънд Тюдор                            |  |  |  |  |  |  |  |  |  |  |  |  |  |  |  |
|  |                                         |  |  |  |  |  |  |  |  |  |  |  |  |  |  |  |
|  |                                         |  |  |  |  |  |  |  |  |  |  |  |  |  |  |  |
|  | Екатерине Валуа                         |  |  |  |  |  |  |  |  |  |  |  |  |  |  |  |
|  |                                         |  |  |  |  |  |  |  |  |  |  |  |  |  |  |  |
|  |                                         |  |  |  |  |  |  |  |  |  |  |  |  |  |  |  |
|  | Хенри VII                               |  |  |  |  |  |  |  |  |  |  |  |  |  |  |  |
|  |                                         |  |  |  |  |  |  |  |  |  |  |  |  |  |  |  |
|  |                                         |  |  |  |  |  |  |  |  |  |  |  |  |  |  |  |
|  | Джон Бофорт                             |  |  |  |  |  |  |  |  |  |  |  |  |  |  |  |
|  |                                         |  |  |  |  |  |  |  |  |  |  |  |  |  |  |  |
|  |                                         |  |  |  |  |  |  |  |  |  |  |  |  |  |  |  |
|  | Маргарет Бофорт                         |  |  |  |  |  |  |  |  |  |  |  |  |  |  |  |
|  |                                         |  |  |  |  |  |  |  |  |  |  |  |  |  |  |  |
|  |                                         |  |  |  |  |  |  |  |  |  |  |  |  |  |  |  |
|  | Маргарет Бофорт Блетсоска               |  |  |  |  |  |  |  |  |  |  |  |  |  |  |  |
|  |                                         |  |  |  |  |  |  |  |  |  |  |  |  |  |  |  |
|  |                                         |  |  |  |  |  |  |  |  |  |  |  |  |  |  |  |
|  | Хенри VIII                              |  |  |  |  |  |  |  |  |  |  |  |  |  |  |  |
|  |                                         |  |  |  |  |  |  |  |  |  |  |  |  |  |  |  |
|  |                                         |  |  |  |  |  |  |  |  |  |  |  |  |  |  |  |
|  | Ричард Плантагенет, 3-ти херцог на Йорк |  |  |  |  |  |  |  |  |  |  |  |  |  |  |  |
|  |                                         |  |  |  |  |  |  |  |  |  |  |  |  |  |  |  |
|  |                                         |  |  |  |  |  |  |  |  |  |  |  |  |  |  |  |
|  | Едуард IV                               |  |  |  |  |  |  |  |  |  |  |  |  |  |  |  |
|  |                                         |  |  |  |  |  |  |  |  |  |  |  |  |  |  |  |
|  |                                         |  |  |  |  |  |  |  |  |  |  |  |  |  |  |  |
|  | Сесили Невил                            |  |  |  |  |  |  |  |  |  |  |  |  |  |  |  |
|  |                                         |  |  |  |  |  |  |  |  |  |  |  |  |  |  |  |
|  |                                         |  |  |  |  |  |  |  |  |  |  |  |  |  |  |  |
|  | Елизабет Йорска                         |  |  |  |  |  |  |  |  |  |  |  |  |  |  |  |
|  |                                         |  |  |  |  |  |  |  |  |  |  |  |  |  |  |  |
|  |                                         |  |  |  |  |  |  |  |  |  |  |  |  |  |  |  |
|  | Ричард Уодвил, 1-ви граф а Риверс       |  |  |  |  |  |  |  |  |  |  |  |  |  |  |  |
|  |                                         |  |  |  |  |  |  |  |  |  |  |  |  |  |  |  |
|  |                                         |  |  |  |  |  |  |  |  |  |  |  |  |  |  |  |
|  | Елизабет Уодвил                         |  |  |  |  |  |  |  |  |  |  |  |  |  |  |  |
|  |                                         |  |  |  |  |  |  |  |  |  |  |  |  |  |  |  |
|  |                                         |  |  |  |  |  |  |  |  |  |  |  |  |  |  |  |
|  | Жакета Люксембургска                    |  |  |  |  |  |  |  |  |  |  |  |  |  |  |  |
|  |                                         |  |  |  |  |  |  |  |  |  |  |  |  |  |  |  |
|  |                                         |  |  |  |  |  |  |  |  |  |  |  |  |  |  |  |
|  | Елизабет I                              |  |  |  |  |  |  |  |  |  |  |  |  |  |  |  |
|  |                                         |  |  |  |  |  |  |  |  |  |  |  |  |  |  |  |
|  |                                         |  |  |  |  |  |  |  |  |  |  |  |  |  |  |  |
|  | Джефри Болейн                           |  |  |  |  |  |  |  |  |  |  |  |  |  |  |  |
|  |                                         |  |  |  |  |  |  |  |  |  |  |  |  |  |  |  |
|  |                                         |  |  |  |  |  |  |  |  |  |  |  |  |  |  |  |
|  | Уилиам Болейн                           |  |  |  |  |  |  |  |  |  |  |  |  |  |  |  |
|  |                                         |  |  |  |  |  |  |  |  |  |  |  |  |  |  |  |
|  |                                         |  |  |  |  |  |  |  |  |  |  |  |  |  |  |  |
|  | Лейди Ан Болейн                         |  |  |  |  |  |  |  |  |  |  |  |  |  |  |  |
|  |                                         |  |  |  |  |  |  |  |  |  |  |  |  |  |  |  |
|  |                                         |  |  |  |  |  |  |  |  |  |  |  |  |  |  |  |
|  | Томас Болейн                            |  |  |  |  |  |  |  |  |  |  |  |  |  |  |  |
|  |                                         |  |  |  |  |  |  |  |  |  |  |  |  |  |  |  |
|  |                                         |  |  |  |  |  |  |  |  |  |  |  |  |  |  |  |
|  | Томас Бътлър                            |  |  |  |  |  |  |  |  |  |  |  |  |  |  |  |
|  |                                         |  |  |  |  |  |  |  |  |  |  |  |  |  |  |  |
|  |                                         |  |  |  |  |  |  |  |  |  |  |  |  |  |  |  |
|  | Маргарет Бътлър                         |  |  |  |  |  |  |  |  |  |  |  |  |  |  |  |
|  |                                         |  |  |  |  |  |  |  |  |  |  |  |  |  |  |  |
|  |                                         |  |  |  |  |  |  |  |  |  |  |  |  |  |  |  |
|  | Ан Ханкфорд                             |  |  |  |  |  |  |  |  |  |  |  |  |  |  |  |
|  |                                         |  |  |  |  |  |  |  |  |  |  |  |  |  |  |  |
|  |                                         |  |  |  |  |  |  |  |  |  |  |  |  |  |  |  |
|  | Ан Болейн                               |  |  |  |  |  |  |  |  |  |  |  |  |  |  |  |
|  |                                         |  |  |  |  |  |  |  |  |  |  |  |  |  |  |  |
|  |                                         |  |  |  |  |  |  |  |  |  |  |  |  |  |  |  |
|  | Джон Хоуард, 1-ви херцог на Норфолк     |  |  |  |  |  |  |  |  |  |  |  |  |  |  |  |
|  |                                         |  |  |  |  |  |  |  |  |  |  |  |  |  |  |  |
|  |                                         |  |  |  |  |  |  |  |  |  |  |  |  |  |  |  |
|  | Томас Хоуард                            |  |  |  |  |  |  |  |  |  |  |  |  |  |  |  |
|  |                                         |  |  |  |  |  |  |  |  |  |  |  |  |  |  |  |
|  |                                         |  |  |  |  |  |  |  |  |  |  |  |  |  |  |  |
|  | Катерине Молейнс                        |  |  |  |  |  |  |  |  |  |  |  |  |  |  |  |
|  |                                         |  |  |  |  |  |  |  |  |  |  |  |  |  |  |  |
|  |                                         |  |  |  |  |  |  |  |  |  |  |  |  |  |  |  |
|  | Елизабет Болейн                         |  |  |  |  |  |  |  |  |  |  |  |  |  |  |  |
|  |                                         |  |  |  |  |  |  |  |  |  |  |  |  |  |  |  |
|  |                                         |  |  |  |  |  |  |  |  |  |  |  |  |  |  |  |
|  | Фредерик Тълней                         |  |  |  |  |  |  |  |  |  |  |  |  |  |  |  |
|  |                                         |  |  |  |  |  |  |  |  |  |  |  |  |  |  |  |
|  |                                         |  |  |  |  |  |  |  |  |  |  |  |  |  |  |  |
|  | Елизабет Тълней                         |  |  |  |  |  |  |  |  |  |  |  |  |  |  |  |
|  |                                         |  |  |  |  |  |  |  |  |  |  |  |  |  |  |  |
|  |                                         |  |  |  |  |  |  |  |  |  |  |  |  |  |  |  |
|  | Елизабет Чени                           |  |  |  |  |  |  |  |  |  |  |  |  |  |  |  |
|  |                                         |  |  |  |  |  |  |  |  |  |  |  |  |  |  |  |
|  |                                         |  |  |  |  |  |  |  |  |  |  |  |  |  |  |  |

## Титли от раждането до смъртта
- 7 септември 1533 – юли 1536: Принцеса Елизабет
- юли 1536 – 17 ноември 1558: „Лейди“ Елизабет
- 17 ноември 1558 – 24 март 1603: „Нейно Величество“ кралицата